# اوزاميز
اوزاميز (بالإنجليزية: Ozamiz) هي مدينة في الفلبين، تتبع ميساميس أوتشيدنتال، بلغ عدد سكانها 131٬527  نسمة، في 1 مايو 2010، تبلغ مساحتها 169٫95 كيلومتر مربع، رمزها البريدي هو 7200.

## الموقع
تشترك في الحدود مع:
- Don Victoriano [الإنجليزية]‏
- Clarin, Misamis Occidental [الإنجليزية]‏
- Tangub [الإنجليزية]‏.

## مدن توأم
المدن التوأم:
- جيرسي سيتي.